# ذوعسل (السبرة)

تعديل مصدري - تعديل

ذوعسل هي إحدى قرى عزلة عينان بمديرية السبرة التابعة لمحافظة إب، بلغ تعداد سكانها 1295 نسمة حسب تعداد اليمن لعام 2004.